# Histoire de la Banque de France
L'histoire de la Banque de France commence lors de la création de la Banque de France sous le Consulat par Napoléon Bonaparte. L'institution, à l'origine privée, connaît de nombreuses évolutions réglementaires, statutaires et opérationnelles au cours des siècles. L'État resserre son contrôle sur l'institution à l'époque du Front populaire à l'instigation de Léon Blum. Elle est nationalisée à la Libération par Charles de Gaulle. Aujourd'hui indépendante du gouvernement, elle opère dans le cadre du système européen de banques centrales.

## Sous la Première République

### Contexte et genèse

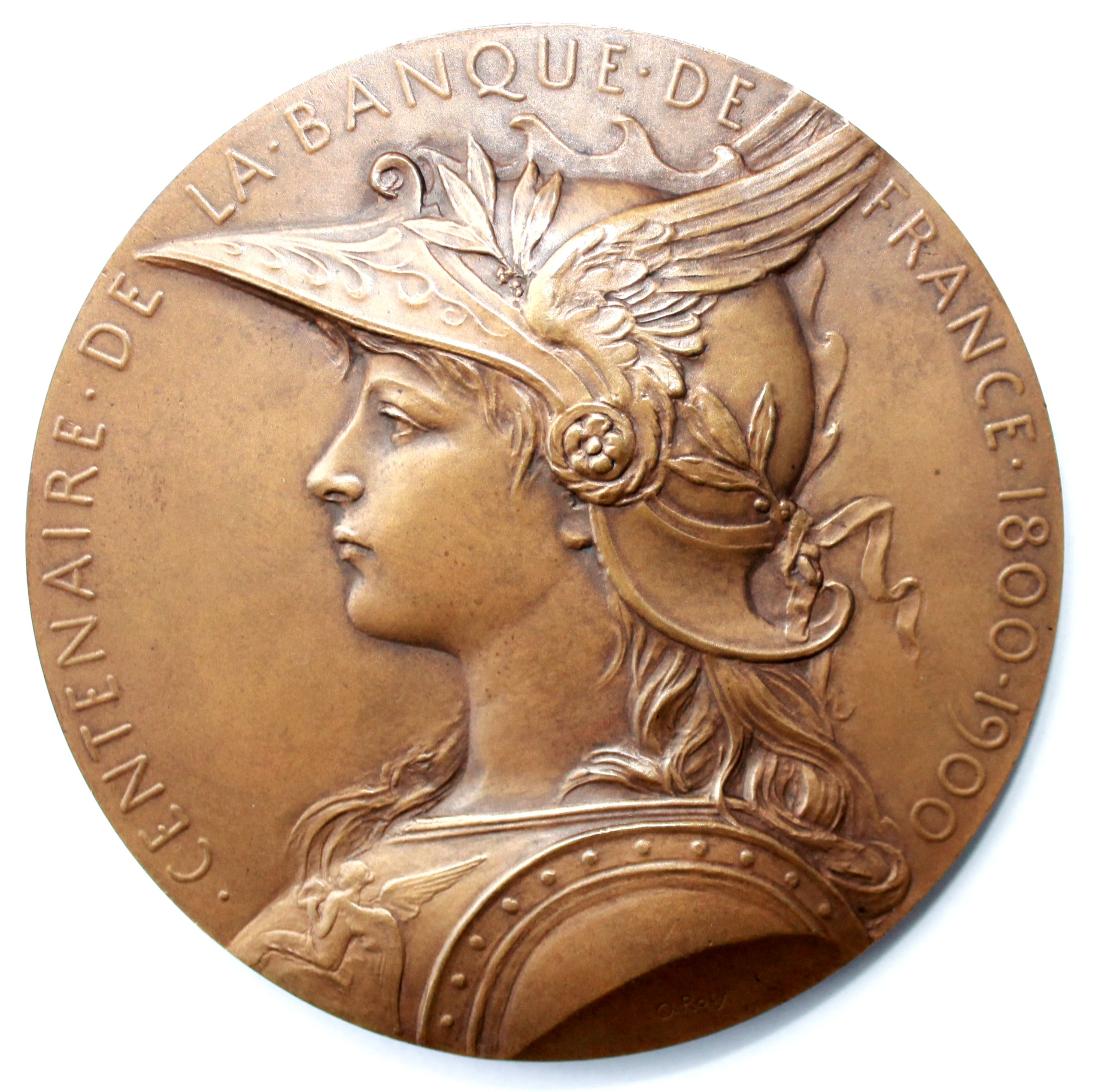
Médaille du centenaire de la Banque de France par Oscar Roty.

La France ne dispose pas, sous l'Ancien Régime, d'une banque centrale permanente au sens contemporain du terme. Les  innovations financières de Law et la Caisse d'escompte jouent, un temps et en partie, ce rôle. Pendant une courte période, la France dispose d'un système de banque libre sous le Directoire et le Consulat.
Napoléon Bonaparte réfléchit à la création d'une nouvelle institution financière. Sa politique centralisatrice joue en la faveur de la création d'une banque centrale, ainsi que la recherche de financement pour les armées ; le souhait d'éliminer la concurrence, pour empêcher l'émission inflationniste de billets de banque et protéger la rentabilité des actions ; enfin, la volonté de pouvoir procéder à des opérations de sauvetage des caisses de l'État. Il s'agit ainsi de créer un organisme régulateur sur le marché de l'escompte et du loyer de l'argent, et de soutenir une nouvelle monnaie, le Franc Germinal.
Une lettre des banquiers Le Couteulx, Perregaux, Mallet et Périer, appuyés par le conseiller d'État Crétet, adressée le 6 janvier 1800 au ministre des Finances Gaudin, présente le projet d'une Banque de France. Elle est créée le 18 janvier 1800 par un arrêté des Consuls pour ce groupe de représentants de banques privées, sur le modèle de la banque d'Angleterre.
La Banque de France est alors une banque d'émission parmi d'autres. Le banquier Claude Périer en rédige les premiers statuts.
Après le désastre des assignats, la Banque de France fut chargée d'émettre des billets payables à vue et au porteur, en contrepartie de l'escompte d'effets de commerce. Assez modeste, n’exerçant son activité qu’à Paris, elle partageait, avec cinq autres établissements, le rôle d’émettre des billets de banque.
Selon ses statuts rédigés par Claude Perier, la Banque de France se présentait juridiquement sous la forme d'une société anonyme au capital de 30 millions de francs divisé en 30 000 actions nominatives de 1 000 francs. Les actionnaires étaient représentés par quinze régents et trois censeurs. La réunion des régents formait le conseil général qui élisait dans son sein un comité central composé de trois membres dont le président était de droit président du conseil général. Le comité central était chargé de la direction de l'ensemble des opérations de la Banque.

### Premières années

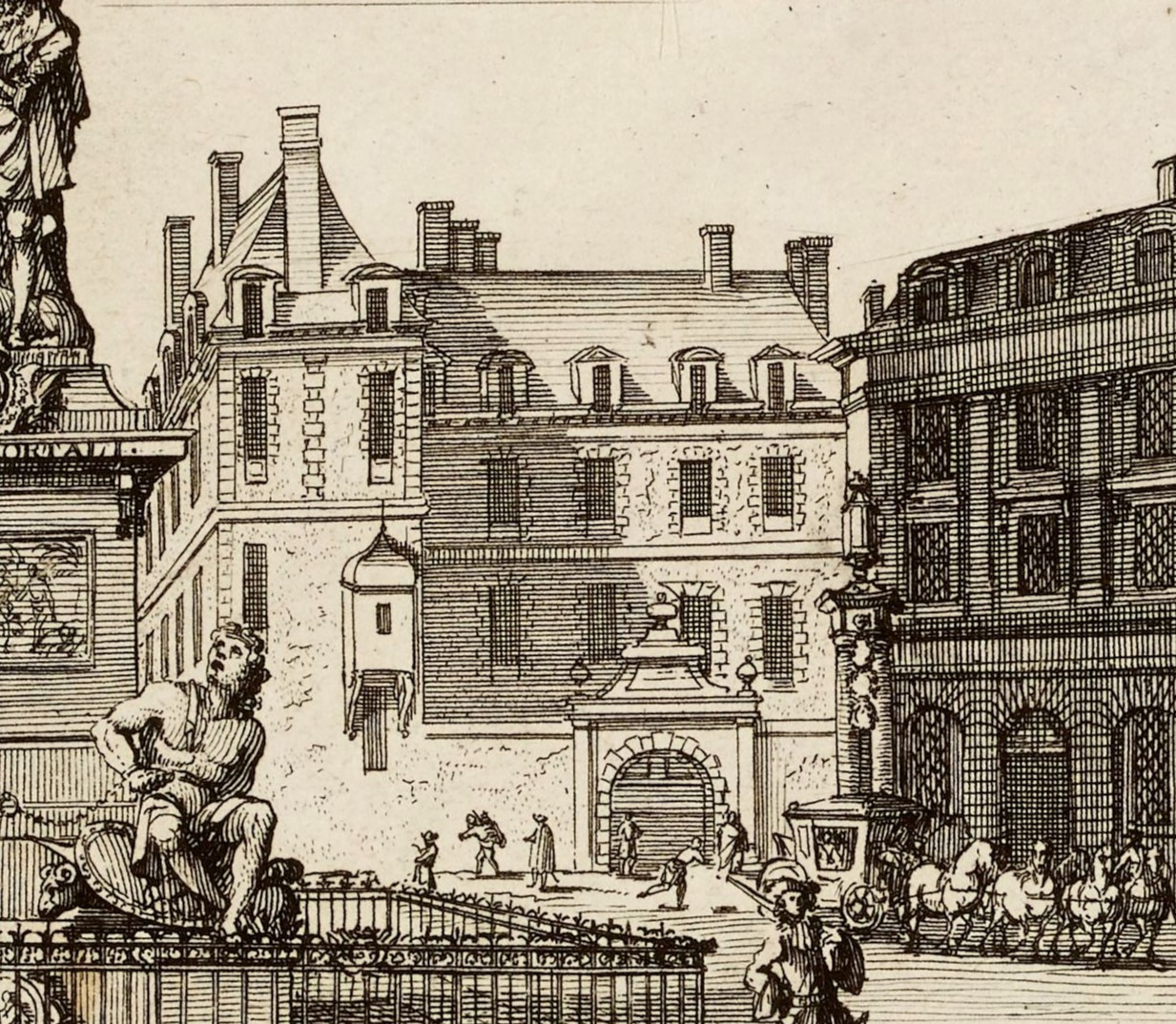
L'hôtel de Massiac, place des Victoires, premier siège de la Banque de France, jusqu'à son transfert en 1811 dans l'hôtel de Toulouse.

Le 13 février 1800, se tient la première assemblée générale des actionnaires de la banque dont le futur Napoléon Ier, sa mère, les Beauharnais et les Murat. Elle acquiert une clientèle en fusionnant avec la Caisse des comptes courants. Napoléon Bonaparte en est le premier actionnaire. En février 1800, la Banque de France fusionne avec la Caisse des comptes courants et dès le 21 avril 1800, le membre fondateur et régent Le Couteulx peut déjà annoncer : « la Banque de France est encore un enfant au berceau, mais son enfance est celle d’Hercule, et elle a fait un bon et utile usage de ses premières forces. »
Son premier siège est situé dans les anciens bureaux de la Caisse des comptes courants, à l'hôtel de Massiac. Puis en 1811, il est déplacé dans l'hôtel de Toulouse, où il est encore aujourd'hui.
La première assemblée des actionnaires ratifie la nomination d'un « conseil de régence » composé de 15 membres : Jean-Frédéric Perregaux, Le Couteulx de Canteleu, Mallet aîné, Georges-Victor Demautort, Claude Perier, Perrée-Duhamel, Jacques-Florent Robillard, Joseph Hugues-Lagarde, Jacques-Rose Récamier, Jean-Pierre Germain, Carié-Bézard, Pierre-Léon Basterrèche, Jean-Auguste Sévène, Alexandre Barrillon et Georges-Antoine Ricard.

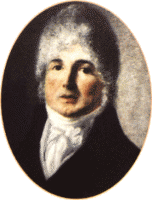
Le baron Martin Garat (1748-1830), directeur général de l'institution depuis sa création, jusqu'à la mort de l'administrateur.

Le Couteulx de Canteleu en est le premier président, remplacé quelques mois plus tard par Perregaux. Martin Garat est nommé directeur général.
Leurs fauteuils, au nombre de quinze, sont numérotés. Parmi ces quinze premiers régents, certains ne sont pas banquiers mais négociants ou disposant d'une fortune suffisante.
Les régents sont accompagnés de trois censeurs, dont les premiers sont Guillaume Sabatier, Bernard Journu-Auber et Jean-Michel Soehnée.
La loi du 24 germinal an XI (14 avril 1803) restreint le privilège d'émettre des billets payables au porteur et à vue (billets de banque) à la seule Banque de France alors que depuis sa création en l'an VIII (1800), d'autres établissements pouvaient le faire comme la Caisse d'escompte du commerce, le Comptoir commercial ou la Factorerie.

### Première crise (1803)
La suspension de la paix d'Amiens en 1803 provoque un brusque resserrement du crédit entre entreprises françaises. La Banque de France agit promptement pour inciter les banques à continuer de prêter.

### Premières critiques
La Banque de France est dès l'origine soumise aux polémiques sur son privilège. Des critiques récurrentes dénoncent la collusion entre l’État et la Haute Banque parisienne pour créer un émetteur à leur avantage commun. Ces critiques se divisent en deux versions : le pôle dominant est désigné soit du côté bancaire soit du côté gouvernemental. L’émetteur manquerait d’autonomie, prolongeant en quelque sorte ou les grandes banques ou l’État. Ces points de vue sont contestés dans l’ouvrage La Banque supérieure qui présente la Banque de France comme une véritable institution, disposant de sa propre logique.
La création de la Banque de France résout deux problèmes : celui de l’État jugé incapable d’assurer la stabilité monétaire et celui des grands banquiers qui refusent de se lancer isolément dans les risques de l’émission les billets étant remboursables instantanément, sans préavis, à toute demande. Les plus grands banquiers préfèrent la sécurité d’une société collective appuyée par le gouvernement. L’institution permet de dépasser les limites de chaque partie, avec avantage et soutien réciproque. Dans ces conditions, la Banque de France devient autonome : ni dépendante ni indépendante des pouvoirs publics, elle ne fonctionne ni comme une pure banque privée ni comme l’annexe du Trésor public. Si la banque est soumise aux pressions gouvernementales en diverses occasions, elle s’appuie toujours sur l’impératif de stabilité monétaire pour résister. Cet impératif est présenté comme le complément indispensable du droit de propriété. Finalement, l’institution offre un surcroît de pouvoir monétaire à la Haute Banque parisienne.
Le monopole d’émission est rejeté par deux milieux distincts : d’une part les partisans de l’entière liberté commerciale et d’autre part les exclus de son système de pouvoir, voire de son refinancement. C’est le cas des autres émetteurs installés en 1796-1803, puis les Banques départementales (1817-1848). Ces autres émetteurs ne recherchent pas la concurrence, mais la sécurité par un certain cloisonnement : chacun d’eux occupe un espace local, régional ou professionnel. Leurs fondateurs déclarent être les mieux adaptés pour représenter et servir les intérêts correspondants.
La Banque de France voudra le monopole entier, non partagé. Pour ses dirigeants, la liberté doit connaître une exception : elle ne peut pas s’appliquer au billet à vue parce qu’il fait office de monnaie. Le billet relève du domaine régalien tout en étant un instrument spécial de crédit. Pour la Banque, le second point est le plus important : émettre des billets constitue l’opération de crédit la plus complexe. Ils sont exigibles en or ou en argent, mais sans qu’aucune date ne soit indiquée : ils sont remboursables instantanément à l'initiative du présentateur (à la différence des effets de commerce qui sont datés précisément). Cette contrainte fragilise particulièrement l’émission en temps de crise. Toute panique aurait alors les effets les plus graves sur le système bancaire et les paiements. La sécurité du crédit exige l’exclusivité, plus encore que l’aspect régalien du billet. C’est pourquoi l’émetteur doit être géré par les meilleurs experts privés : les plus grands banquiers de Paris. De fait, leur rôle est effectivement prépondérant face au gouverneur nommé par l’État. Au XIXe siècle, le gouverneur n’est pas un commissaire gouvernemental, mais un notable de tout premier ordre, intégré à l’établissement. C'est aussi un diplomate, intermédiaire entre les régents privés et le ministre des Finances, dont l’avis n’est pas forcément prépondérant.

## Sous le Premier Empire

### Du premier privilège d'émission aux statuts fondamentaux
Le premier gouverneur de la Banque de France ne sera nommé que le 25 avril 1806, il s'agit d'Emmanuel Crétet, remplacé le 9 août 1807 par François Jaubert.
Protégée par le gouvernement Bonaparte, la Banque de France obtint le 14 avril 1803 (24 germinal an XI), le privilège d’émission exclusif pour Paris, pour une durée de 15 ans, et le capital fut augmenté de 15 millions de francs, ce montant permettant à la banque d’absorber certains autres établissements émetteurs comme la Caisse d'escompte du commerce en septembre 1803.
Les émissions de billets avaient pour contrepartie les dépôts d'or de la clientèle et les escomptes d'effets de commerce. Le billet de banque n'était cependant pas un instrument de règlement très répandu puisque la moindre coupure était de 500 francs. Dans les premières années du XIXe siècle, il n'était donc utilisé que pour les règlements importants, l'or ou l'argent monnayé assurant les paiements courants. Il est à noter que le billet était convertible en une quantité d'or spécifiée de métal et l'est resté pendant toutes les guerres napoléoniennes (la banque d'Angleterre, avait, elle, suspendu la convertibilité). Cette pratique a longtemps assuré le crédit du billet de la banque de France.
Les premières années de fonctionnement de la Banque de France n'allèrent toutefois pas sans difficulté : crise des finances publiques, diminution de l'encaisse de la banque entraînant des restrictions au remboursement des billets. Elles amenèrent Napoléon à provoquer une réforme destinée à redonner au gouvernement une plus grande autorité sur la direction de l'établissement.
C'est dans cet esprit que fut réalisée, par la loi du 22 avril 1806, la réforme de Banque de France. La direction des affaires de la banque, confiée jusque-là au comité central, fut désormais assurée par un gouverneur et deux sous-gouverneurs nommés par l'État. Le privilège fut prolongé de vingt-cinq ans au-delà des quinze premières années et le capital porté de 45 à 90 millions de francs, mais l'administration de la banque était libre de réaliser cette augmentation par étapes successives. La banque, disait l'exposé des motifs de la réforme, est un établissement public. Elle doit user de son privilège dans l’intérêt commun du gouvernement, des citoyens et des actionnaires : « La propriété de la banque est à l'État et au gouvernement autant qu'aux actionnaires ».
Deux ans plus tard, le 16 janvier 1808, un décret impérial promulguait les « statuts fondamentaux » qui devaient régir jusqu'en 1936 les opérations de la banque. Ce texte décidait aussi l'établissement de succursales appelées « comptoirs d'escompte » dans certaines villes de province où le développement du commerce en faisait sentir la nécessité.

### Développement du réseau
Dès 1808 des comptoirs d'escompte furent créés à Lyon et à Rouen. Napoléon ne trouvait pas cela suffisant. « La banque, écrivait-il en 1810, se doit d'être présente dans toute l'étendue de l'Empire »[réf. nécessaire]. Toutefois, le ministre du Trésor Mollien s'employait à modérer l'empereur et dans sa « note du Havre », insistait sur le fait que la confiance accordée par le public est le plus souvent locale.
Ce conseil fut suivi et, par la suite, un seul comptoir fut créé, celui de Lille en 1810. Dès la connaissance du décret du 8 septembre 1810 qui autorisait la Banque « à exercer son privilège dans les villes où elle a des comptoirs de la même manière qu'à Paris », une véritable panique fut déclenchée à Lyon, donnant raison à Mollien. Les déposants, craignant l'inflation et la faillite monétaire, retiraient leurs fonds en compte et les transactions n'étaient plus conclues qu'avec une grande défiance. Cette panique s'apaisa progressivement mais, d'une façon générale, on craignait que l'escompte par émission de billets, en faisant baisser le taux de l’intérêt, ne provoquât la fuite des capitaux.

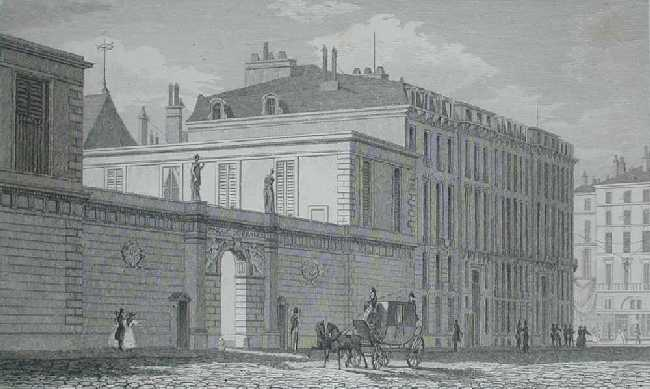
Entrée de l'hôtel de Toulouse par la rue de la Vrillière, gravure de Miss Byrne, 1829.

En 1811, la Banque de France installe son siège dans l'hôtel de Toulouse, ancien hôtel particulier du comte de Toulouse, Louis-Alexandre de Bourbon, rue de la Vrillière, dans le 1er arrondissement de Paris, l'accueil du public se faisant aujourd'hui au 31, rue Croix des Petits Champs. La Banque de France, établissement alors privé, réalisait en 1808 un bénéfice net de 6 millions et demi de francs.

## Sous la Restauration et la monarchie de Juillet
Cette défiance ne dura pas. Après la chute de l'Empire, le Conseil de régence s'employa à poursuivre une politique de fort rendement immédiat, en supprimant les charges improductives, dont les comptoirs déficitaires. Entre 1814 et 1817, les comptoirs d'escompte furent supprimés et ces fermetures entraînèrent de véhémentes protestations du commerce et de l'industrie, brutalement privés des concours bancaires.
Les événements allaient d'ailleurs démontrer rapidement à la Banque l'erreur qu'elle avait commise car, à la suite de la suppression des comptoirs, des banques départementales furent créées ; elles apparurent notamment dès 1817 à Rouen, Nantes et Bordeaux. Les résultats de leur exploitation furent bons et il fut rapidement évident que la Banque de France devait s'intéresser à cette évolution si elle ne voulait pas être amenée à renoncer à son titre - et même, peut-être, à son privilège - au profit d'autres organismes.

Lors de la panique financière de 1837, la Banque d'Angleterre demande un prêt à la Banque de France, qui lui est accordé sous la forme de 2 millions de livres sterling or.

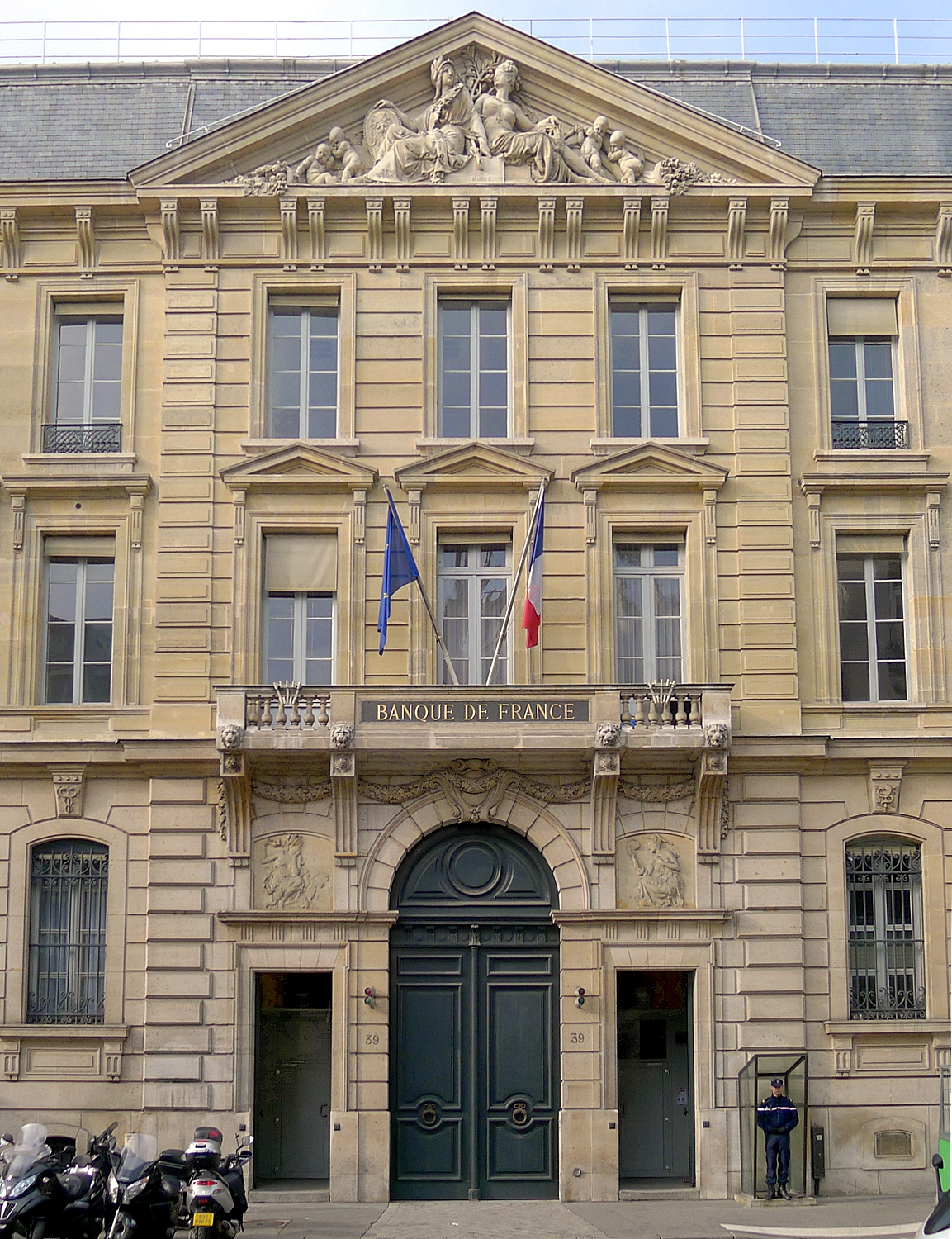
Entrée de l'hôtel de Toulouse, siège de la Banque de France, dans la rue Croix-des-Petits-Champs.

En 1840, le privilège d'émission fut prorogé jusqu'en 1867. Le capital fut, à cette date, réduit de 90 à 67,9 millions. Lors du débat parlementaire, la Banque fut vivement critiquée, accusée de n'être qu'une banque de réescompte au service des maisons de banque de la place de Paris et de mener une politique de crédit et d'émission exagérément restrictive. Le président du Conseil, Adolphe Thiers, soutint avec éloquence, devant la Chambre des députés, la demande de renouvellement présentée par le gouverneur, le comte d'Argout, qui avait été son ministre des Finances en 1836. Il obtint aisément le vote du renouvellement du privilège à des conditions si avantageuses pour la Banque que celle-ci fit aussitôt frapper une médaille d'or commémorative qui fut remise au chef du gouvernement.

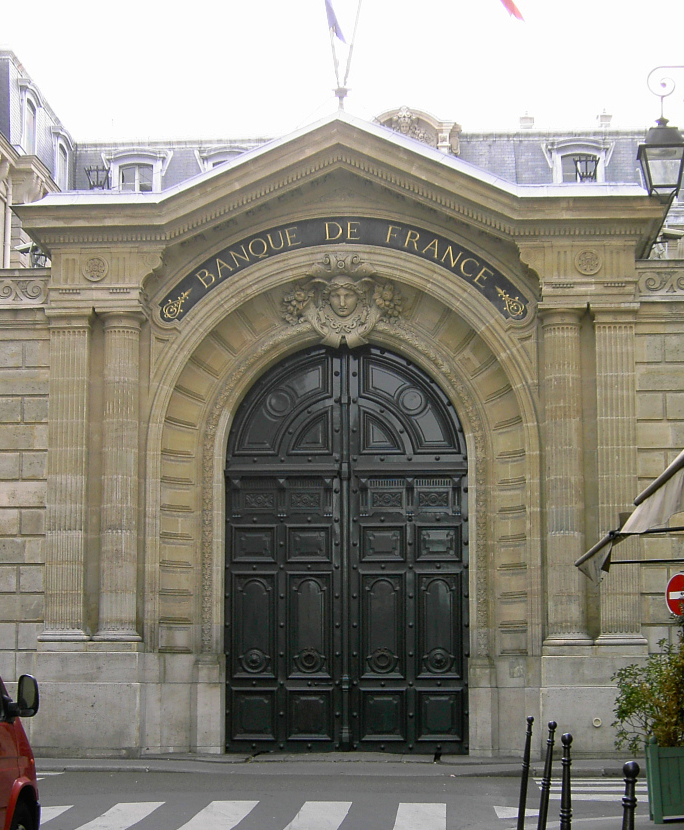
Le 1, rue La Vrillière à Paris.

Tout d'abord limité à Paris, le privilège d'émission de l'Institut a été étendu en 1810 à toutes les places où étaient créés des comptoirs, puis, en 1848, à l'ensemble de la métropole. Il s'est appliqué à la Savoie en 1865 après la réunion de ce territoire à la France. De 1817 à 1848, la Banque de France partage son monopole avec les Banques départementales d'émission, mais le rôle principal est toujours détenu par la Banque de France : elle les refinance en offrant de l'or ou de l'argent contre des effets de commerce, contrôle activement leur émission fiduciaire, et limite fortement leur activité d'escompte.

## Sous la Deuxième République

### Consolidation et fusions
Le 27 avril et le 2 mai 1848, les 15 banques départementales d'émission existantes furent incorporées à la Banque de France et continuèrent à fonctionner comme comptoirs. Pour permettre la fusion, le capital fut porté à 91,25 millions de francs. En 1857, ce capital fut doublé et passa donc à 182,5 millions de francs.

### Développement du billet de banque
Ce n'est qu'en 1847, alors que l'économie connaît une surchauffe et qu'un besoin accru de moyens de paiement se fait sentir, que le montant des coupures fut diminué et que les billets de 200 francs (échangeable contre un équivalent en or) furent mis en circulation. On n'osa pas aller au-dessous de ce chiffre. Le Gouvernement précisa, lors du débat à ce sujet à la Chambre des Députés, qu'il entendait réserver « le papier » au commerce en lui interdisant de servir aux paiements journaliers et de pénétrer ainsi dans l'usage courant. Un an plus tôt, l'Institut monétaire produisit également un billet d'un montant de 5 000 francs, qui circula peu, mais qui reste le billet payable à vue possédant sa contrepartie en or la plus élevée de l'histoire bancaire française.
Mais les événements allaient se précipiter et provoquer le développement du rôle dévolu au billet. La révolution de 1848 entraîna des demandes importantes de remboursement de billets, et, par suite, de sérieuses difficultés pour la Banque de France. Le décret du 15 mars 1848 y mit un terme en décidant que :
1. les billets de la Banque seront reçus comme monnaie légale par les caisses publiques et les particuliers (la plupart des receveurs généraux se refusaient en effet à les accepter) ;
2. jusqu'à nouvel ordre, la Banque est dispensée de l'obligation de rembourser les billets en espèces ;
3. les émissions de la Banque, libres jusqu'alors, sont plafonnées pour la première fois et la Banque est autorisée à émettre des coupures de 100 francs. Par cette disposition le billet de banque commençait à pénétrer dans la vie courante et le mouvement de substitution du billet aux pièces pouvait se produire ;
4. la Banque est tenue de publier, tous les huit jours, sa situation au Moniteur universel (c'est-à-dire le montant de son encaisse or, comme fonds de garantie).

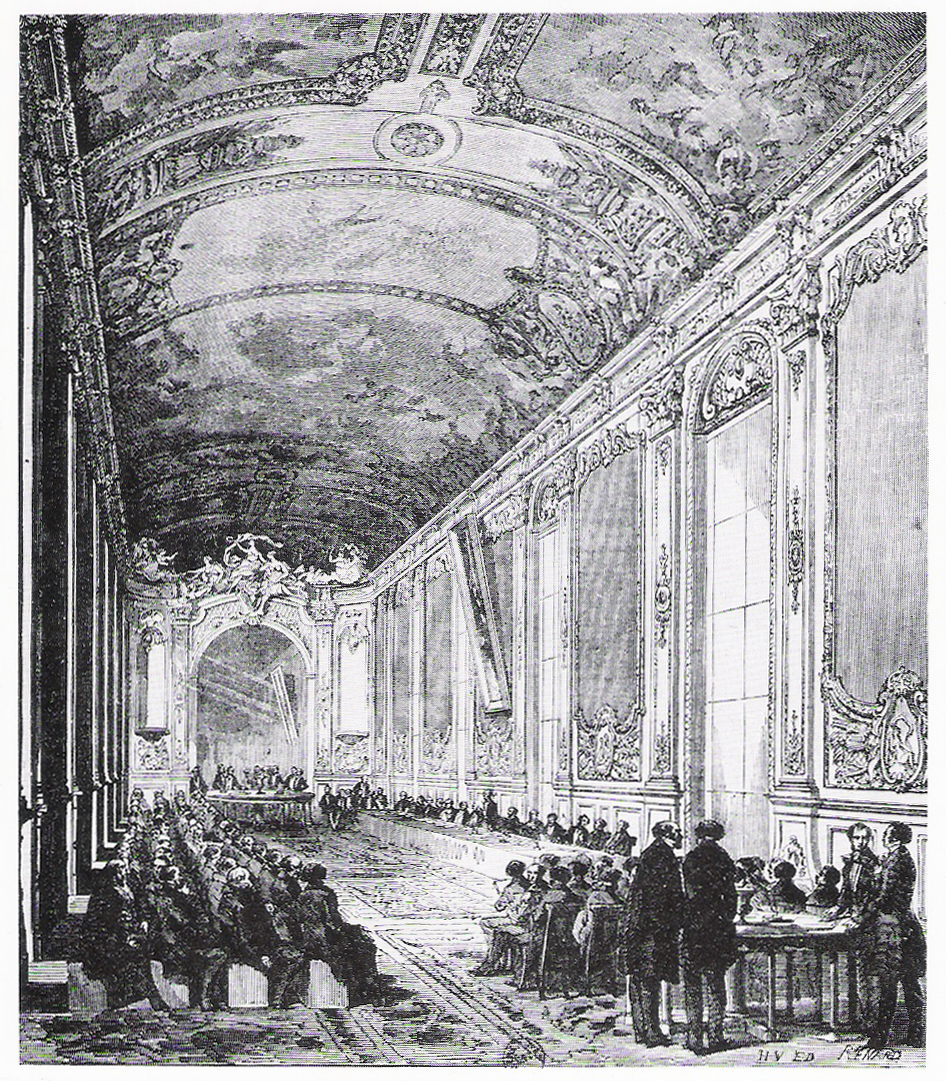
L'Assemblée générale de la Banque de France, tenue le 29 janvier 1852 dans la Galerie dorée de l'hôtel de Toulouse.
Les membres du Conseil général se tiennent assis à une table longue recouverte d'une nappe. Debout, le Gouverneur de la Banque de France préside le Conseil général et lit le compte rendu. Assis en face, les actionnaires (à gauche de l'image). Aux deux bouts de la Galerie, les bureaux de vote et les registres de présence.

Ces dispositions, à l'exception de celle concernant le montant des coupures, allaient toutefois être assez rapidement abrogées. Le 6 août 1850, le rétablissement de la convertibilité des billets — arrêt du cours forcé — s'accompagna de la suppression du cours légal. Le décret du 3 mars 1852 permit à la Banque de revenir aux publications trimestrielles et semestrielles de bilan.
Jusqu'en 1848 et de 1850 à 1870, l'émission est demeurée entièrement libre. La Banque était seulement tenue d'assurer, au porteur et à vue, la convertibilité de ses billets en espèces d'or ou d'argent.
L'institution du cours forcé en 1848 fut accompagnée du plafonnement légal de l'émission. Ce système disparut en 1850 avec le retour à la convertibilité. Lorsque la guerre de 1870 entraîna une nouvelle fois le rétablissement du cours forcé, l'émission fut replacée sous le régime du plafond. Mais, contrairement à ce qui se passa en 1850, la Banque ne recouvra pas sa liberté lorsque le franc redevint convertible en 1878. Une loi de 1875 avait définitivement accordé le cours légal au billet et en conséquence justifiait le maintien d'un contrôle quantitatif. Le système du plafond resta en vigueur jusqu'en 1928, étant entendu que, pour tenir compte des besoins du public, le volume maximum de l'émission fut porté, par étapes, de 1,8 milliard en 1870 à 58,5 milliards d'anciens francs en 1925.

## Sous le Second Empire

### Consolidation
En 1865, la Banque de France absorbe la Banque de Savoie, s'assurant ainsi définitivement le privilège d'émission sur l'ensemble du territoire et s'appropriant ainsi la totalité de l'or détenu par celle-ci.
La Banque de France en 1870 versa un dividende de 80 francs par action. En 1871, après le massacre de la commune de Paris, il passa à 300 francs.

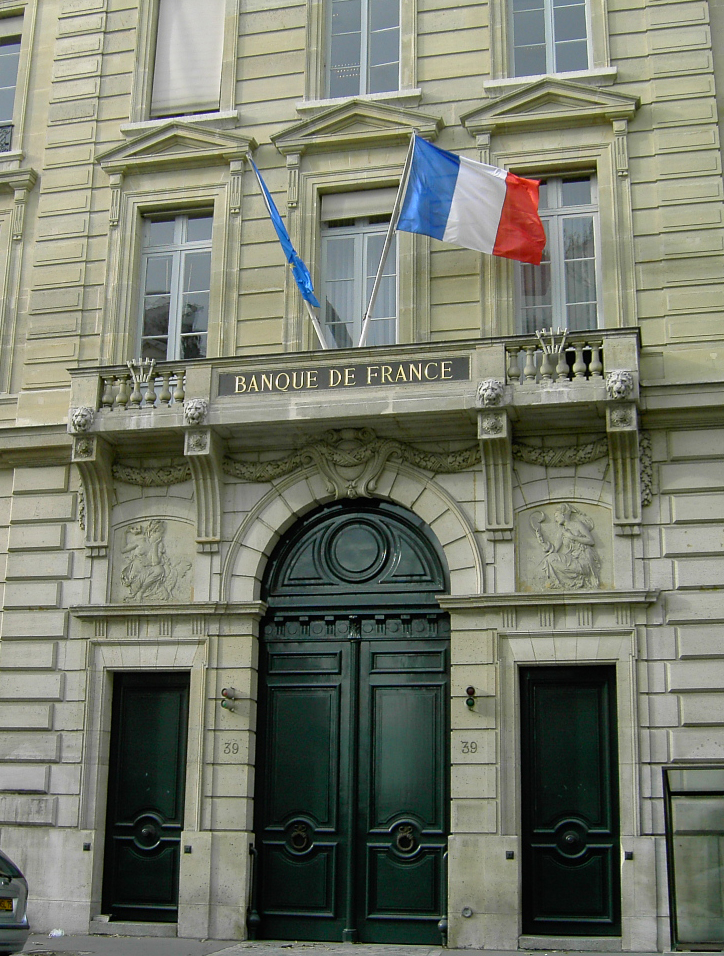
La façade principale de la BdF.

## Sous la Troisième République

### Républicanisation de la Banque
À la suite des revers éprouvés dans la Guerre franco-allemande de 1870, le cours légal et le cours forcé furent à nouveau proclamés le 12 août 1870. De plus, pour répondre aux demandes de petites coupures du fait de la thésaurisation, l'émission de billets de 25 francs fut autorisée à cette même date (cependant, des billets de 50 francs pouvaient être émis depuis 1864). Enfin, la loi du 29 décembre 1871 donna à la Banque l'autorisation d'émettre des billets de 5 francs. Le plafond de l’émission fut relevé en conséquence.
En 1873, une loi fit obligation à la Banque de France d'établir une succursale avant le 1er janvier 1877 dans tout département où il n'en existerait pas encore. Le nombre des comptoirs s'est alors accru. Il s'élevait à 160 en 1900 et 259 en 1928.
Par la suite, la loi du 3 août 1875 disposa que le cours forcé serait aboli à partir du moment où les avances à l'État auraient été réduites à 300 millions, ce qui se produisit le 1er janvier 1878. Mais le même texte précisa que le cours légal des billets continuerait à subsister après la suppression du cours forcé. Ainsi le billet de banque devenait une véritable monnaie ; le rôle de la Banque de France en tant que distributrice directe du crédit au commerce et à l'industrie était à son apogée.
C'est la première capitalisation de la Bourse de Paris pendant toute la seconde moitié du xixe siècle, avec quatre banques parmi les six premières à la Belle Époque.
La Banque de France signe son premier partenariat avec Sciences Po (à l'époque, École libre des sciences politiques) dans les années 1890 à l'instigation d'Émile Boutmy.

### Première Guerre mondiale
« Sept cents de nos agents sont tombés au champ d'honneur, nous garderons fidèlement la mémoire du suprême sacrifice qu'ils ont fait à la patrie. »

— Texte inscrit sur le monument aux morts sculpté par Abel Lafleur et inauguré le 14 décembre 1924.
Cette inauguration fit l'objet d'une plaquette éditée par Devambez, avec la transcription des discours de Georges Robineau, gouverneur ; du baron de Neuflize, doyen du conseil général ; d'Étienne Clémentel, ministre des Finances et d'un poème de Jean Richepin : « Ceux dont ce monument consacre la mémoire / N'étaient point des chercheurs d'aventure ou de gloire. » ; puis la liste nominative.
Bien que le gouverneur de la Banque de France soit nommé par le gouvernement, son conseil de régence représente en réalité les deux cents plus grosses fortunes françaises. Elle accueille avec méfiance la victoire du Cartel des gauches aux élections législatives de 1924.
La loi monétaire du 25 juin 1928, en rétablissant sur des bases nouvelles la convertibilité du franc suspendue en 1914, soumit la circulation fiduciaire à un nouveau régime : le pourcentage minimum de couverture. C'est ainsi que, jusqu'au 1er septembre 1939, la Banque de France a été tenue de conserver une encaisse or au moins égale à 35 % du montant cumulé des billets au porteur en circulation et des comptes courants créditeurs ouverts sur ses livres. L'obligation imposée à la Banque de rembourser, en lingots, au porteur et à vue, les billets présentés à son siège central, a été suspendue le 1er octobre 1936.

### Réformes du Front populaire

#### Modifications du régime statutaire de la Banque
L'extension des attributions de la Banque de France devait provoquer une réforme des statuts auxquels elle était soumise depuis 1806.
Après la victoire électorale de 1936, le gouvernement du Front populaire ayant estimé contraire à l'intérêt général que le contrôle de la monnaie soit du ressort d'intérêts privés, décide de modifier les statuts de la Banque de France. La loi du 24 juillet 1936 vise à donner aux pouvoirs publics les moyens d'intervenir plus directement dans la gestion de la Banque pour pouvoir mener une politique économique d'intérêt général.
L'Assemblée générale des actionnaires dont le rôle est de défendre les intérêts de ses actionnaires y aurait vu son pouvoir affaibli: Les délibérations étant ouvertes à l'ensemble des actionnaires et non plus uniquement aux 200 plus riches (référence aux « Deux cents familles ») la stratégie de la Banque deviendrait de fait publique.
Une plus grande possibilité dans le choix des dirigeants de la Banque serait offerte par la suppression de l'obligation faite depuis 1806 au Gouverneur et aux sous-gouverneurs de la Banque de posséder un certain nombre d'actions de la Banque.
Quant à l'organisation de la direction, les quinze régents seraient remplacés par vingt conseillers dont deux seulement élus par l'Assemblée générale, les autres déclarés représentant les intérêts économiques et sociaux, c'est-à-dire les intérêts collectifs de la nation, et pour la plupart désignés par le gouvernement. À cela s'ajouterait un conseiller élu par le personnel de la Banque.
L'indépendance limitée, mais réelle, dont jouissait l'Institut d'émission à l'égard de l'État, prit fin en 1936. Le régime instauré par Napoléon avait eu le mérite, pendant 130 ans, de préserver le crédit de la Banque à travers les vicissitudes du pouvoir, sans que la dualité instituée entre le Gouverneur, nommé par décret, et le Conseil Général, élu par les actionnaires, ait jamais suscité de conflits sérieux. Mais l'évolution du contexte économique et politique ne permettait plus de maintenir la présence d'intérêts privés dans la gestion et la propriété de la Banque.

#### Rétablissement du cours forcé
Le billet de banque s'est détaché progressivement de sa base or au cours du XXe siècle : le cours forcé, instauré en 1914, n'a été qu'en partie supprimé en 1928, puis rétabli en 1936. Depuis cette date, la valeur du billet repose essentiellement sur la confiance que le public lui accorde, confiance elle-même fondée sur une saine gestion monétaire. L'or a ainsi cessé d'être un moyen de règlement interne pour devenir uniquement une réserve de change que la Banque de France a été naturellement appelée à administrer. Elle fut donc conduite à surveiller les fluctuations des cours des devises étrangères. De 1926 à 1928, elle fut chargée de la stabilisation du franc.

#### Création du Fonds de stabilisation des changes
En 1936, l’État confie à la Banque de France la gestion du Fonds de stabilisation des changes (FSC), créé par la loi du 1er octobre 1936. Ce Fonds n'a pas d'existence physique, il n'a même pas la personnalité juridique : c'est une simple institution comptable, que la Banque gère pour le compte de l'État et dans le cadre des instructions générales du ministre de l'Économie et des Finances. Cela signifie d'une part que la Banque est un mandataire — aux pouvoirs, en réalité, très souples — et, d'autre part que les profits et pertes résultant des opérations du Fonds échoient au Trésor, seul doté de la personnalité juridique et qui doit maintenir solvable le compte associé au Fonds et géré par la Banque. Le produit de la liquidation éventuelle du Fonds doit être consacré par l'État au remboursement des prêts que la Banque lui a consentis.
Conçu à l'origine pour faire respecter les limites légales imposées aux fluctuations du franc, le Fonds poursuivit son rôle régulateur sous le régime des changes flottants adopté en 1936. De 1939 à 1948, la fermeture du marché des changes et la fixation de cours rigides réduisirent le rôle du Fonds à celui d'un simple caissier, fournissant et achetant les devises correspondant aux opérations autorisées. Depuis 1948, le rétablissement progressif de la liberté des changes a restitué au Fonds ses attributions initiales. De décembre 1958, date à laquelle la France, de concert avec d'autres pays européens, a placé sa monnaie sous le régime de la convertibilité externe, jusqu'en 1971, le Fonds a été tenu d'intervenir sur le marché des changes, de telle manière que les cours des devises ne s'écartent pas de la parité officielle au-delà de certaines limites. Évidemment, le Fonds gardait la faculté d'intervenir à l'intérieur même des marges de fluctuation autorisées.
Depuis 1939, la circulation fiduciaire n'est plus soumise à aucune limitation légale. La surveillance s'exerce désormais sur les opérations génératrices de l'émission de billets : achats d'or et de devises, avances à l'État et crédits à l'économie. Ce régime souple s'inscrit dans le sens de l'évolution de la pensée économique et des habitudes monétaires du public. Il convient d'ailleurs de considérer qu'étant donné l'importance acquise par la monnaie scripturale, le volume de la circulation fiduciaire, en tant que tel, n'a plus qu'une signification relative, même si on ne peut en dénier l'influence psychologique sur l'opinion. Seules importent en fait les variations de la masse monétaire globale. Les autorités monétaires s'efforcent, par leur action propre, d'adapter la liquidité générale aux besoins de l'économie, mais leur responsabilité ne peut être séparée de celle des Pouvoirs publics dont la politique générale (budget, salaires, prix, etc.) exerce également une influence directe ou indirecte sur la création de moyens de paiement.

## Sous le régime de Vichy

### Transfert des réserves d'or outre-mer en 1940
Afin de mettre les réserves d'or à l'abri des Allemands pendant la Seconde Guerre mondiale, celles-ci ont été transférées hors du siège : dès 1933 quelques tonnes sont envoyées vers des succursales situées à proximité des côtes, vers Brest et vers Toulon, puis en 1938, 600 tonnes sont transportées par des croiseurs de la Marine nationale vers la Réserve fédérale des États-Unis. Enfin, entre le 17 mai et le 23 juin 1940, le ministre des Finances Lucien Lamoureux accélère le transfert de l'or restant vers Dakar, les Antilles et les Amériques.

## Sous le Gouvernement provisoire de la République française

### Nationalisation de la Banque de France
La Banque de France est nationalisée le 1er janvier 1946. La nationalisation de la Banque de France intervient après la libération de la France, avec la loi du 2 décembre 1945.
Celle-ci prévoit que le capital de la Banque sera transféré à l'État le 1er janvier 1946 et que les actionnaires recevront des obligations, en remplacement de leurs actions, à raison de quatre obligations remboursables en vingt ans pour une action. Les dernières obligations à 3 % de la Banque de France qui restaient en circulation ont été remboursées à compter du 1er janvier 1965, date à laquelle elles ont cessé de porter intérêts.
La loi du 2 décembre 1945 a prorogé, sans limitation de durée, le privilège qui lui avait été concédé initialement en 1803, pour un terme de 15 ans, et que le législateur avait renouvelé successivement en 1806, 1840, 1857, 1897, et 1918 jusqu'au 31 décembre 1945. La loi du 3 janvier 1973 puis du 4 août 1993 (article 5) a confirmé cette disposition.

## Sous la Quatrième République

### Concours à l'État
En contrepartie du privilège d'émission, l'État a imposé à la Banque un certain nombre de charges dont le Public et le Trésor sont les bénéficiaires.
Ce rôle de banquier de l'État, qui a été le sien, est l'aboutissement d'une longue évolution au cours de laquelle, en contrepartie de son privilège d'émission, la Banque a été conduite à accorder au Trésor un concours de plus en plus large, avant l'instauration de son indépendance. Cependant, la direction générale du Trésor et la Banque ont toujours maintenu une stricte distinction entre leurs fonctions respectives. Contrairement à certains instituts d'émission étrangers, la Banque de France n'assume pas la gestion directe de la Dette Publique : elle n'est ni le comptable, ni le caissier de l'État. Le Trésor possède ses propres services financiers et centralise lui-même les disponibilités de ses « correspondants », notamment celles de la Caisse des dépôts et consignations, et de La Poste (avoirs des centres de chèques postaux).
Son concours a pris, historiquement, la forme d'avances permanentes, prélevées en une seule fois, et d'avances provisoires fonctionnant comme des ouvertures de crédit.
Le rythme des recettes publiques ne correspondant pas à celui des dépenses de l'État, ce dernier ne manqua pas de faire appel à la Banque, dès sa création, en vue de faciliter l'exécution du Budget. Pendant plus de cinquante ans, l'aide courante de la Banque prit essentiellement la forme d'escompte d'effets tirés par le Trésor sur certains redevables.
Ces facilités de trésorerie, consenties jusqu'alors dans les conditions statutaires, furent élargies en 1857 lors du renouvellement du privilège d'émission. Aux termes d'une convention, la Banque s'engagea alors à consentir au Trésor des avances remboursables à l'expiration du privilège, fixée en 1897, pour un montant pouvant aller jusqu'à 80 millions de francs. Consenties en 1857 au taux fixé pour l'escompte commercial, elles cessèrent d'apporter des intérêts à partir de 1897.
Pour tenir compte du développement des opérations budgétaires, ces avances, auxquelles les prorogations successives du privilège d'émission donnèrent un caractère permanent, furent augmentées à plusieurs reprises, pour s'établir finalement à 50 milliards d'anciens francs en 1947.
Le concours de la Banque ne s'est pas limité à compléter le fonds de roulement du Trésor public. Il s'est manifesté avec ampleur lors d'événements exceptionnels où l'État devait faire appel à tous les moyens possibles de financement. Ce fut le cas pendant les guerres de l'Empire, celles de 1870 et 1914 et, plus récemment encore, de 1939 à 1945.
La Banque a également été mise à contribution, en 1926, puis à de multiples reprises de 1936 à 1958, pour permettre à l'État de faire face à des difficultés de trésorerie nées du déséquilibre du Budget.
De toutes ces avances provisoires, celles consenties avant 1936 ne présentent plus qu'un intérêt historique. Elles ont été intégralement remboursées à l'aide, suivant le cas, d'excédents budgétaires (avant 1914, de 1926 à 1928), d'emprunts publics (1926-1928), du produit de la réévaluation de l'encaisse (en 1928).
Au contraire, les concours « provisoires » accordés, moyennant une commission, par la Banque à l'État depuis 1936 n'ont pas été totalement apurés malgré l'affectation à leur remboursement de recettes exceptionnelles (emprunt national en 1945, contrepartie des billets non présentés au remboursement lors de l'échange de 1945…).
Seules les « avances spéciales » consenties en 1953 ont été intégralement remboursées de 1954 à 1956 à l'aide de ressources courantes.

## Sous la Cinquième République

### La Banque de France, banque des banques
D'Institut d'émission, distribuant directement le crédit au commerce et à l'industrie, la Banque s'est progressivement transformée en banque des banques, organe de compensation et ultime réserve de crédit pour le système bancaire. À cet égard, la Banque a décidé en 1970 de mettre fin à ses opérations avec la clientèle directe qui n'était plus représentative de l'évolution de son activité et de ses statuts. En effet, la proportion de l'escompte direct dans le portefeuille, qui était encore de moitié en 1935, était passée au quart en 1939, avait fléchi à moins de 10 % en 1945, et, en définitive, était tombée à environ 0,5 %. De même les avances sur titres, qui peuvent d'ailleurs être consenties à des banques, ne représentent qu'une fraction négligeable de l'ensemble des opérations de crédit. Les concours de l'Institut d'émission n'ont donc plus été accordés qu'à des établissements de crédit.
En tant qu'organe de compensation du système bancaire la Banque a été amenée au fil du temps à organiser et à surveiller le bon fonctionnement des systèmes de paiement, depuis les chambres de compensation historiquement construites sur les comptoirs de la Banque, jusqu'aux systèmes de paiements centralisés de gros montants (type système TARGET utilisé depuis 1999). À cet égard, la prévention d'un risque systémique provoqué par des défaillances bancaires importantes et propagé par l'interconnexion des systèmes de paiements, a conduit naturellement la Banque à exercer une surveillance des établissements de crédit eux-mêmes, et à remplir, en cas de besoin, la fonction de « prêteur en dernier ressort ». La stabilité financière est ainsi devenue un enjeu économique et politique d'importance, qui au même titre que la stabilité des prix, figure désormais dans les statuts du SEBC. Elle prend une importance d'autant plus grande pour la Banque que, en application du principe de subsidiarité établi par le traité de Maastricht, la stabilité financière est une responsabilité exercée au niveau national.

### L'encadrement du crédit
En France, des limitations à la progression des encours ont été décidées à diverses reprises et un décret du 5 février 1970 est intervenu pour préciser les modalités de mise en œuvre de la politique de limitation des concours bancaires. Ce texte conférait notamment à la Banque de France le pouvoir de fixer les taux de progression maximums imposés aux banques pour la distribution de crédits.
L'encadrement du crédit était un dispositif à la fois simple et efficace. De plus, son action était rapide car, dans le cadre du taux annuel de progression qui était assigné à concours, les banques pouvaient être contraintes à respecter des limites trimestrielles ou mensuelles. Il permettait enfin d'éviter d'avoir recours à une politique d'argent cher, souvent mal tolérée par les économies industrielles et ayant aussi l'inconvénient de provoquer des mouvements inopportuns de capitaux flottants étrangers.
Il reste que l'encadrement du crédit offrait lui aussi des inconvénients sérieux se rattachant à deux idées principales :
- la détermination, par anticipation, de taux de progression qui soient à la fois compatibles avec le maintien de l'équilibre monétaire et tolérables par l'économie nationale n'était pas chose aisée ;
- la limitation des encours, appliquée sans distinction à toutes les banques, pénalisait les établissements les plus dynamiques et tendait à figer la physionomie de la profession en faussant le jeu normal de la concurrence.

On s'était efforcé d'introduire plus de souplesse dans le système en substituant à un encadrement plus strict une pénalisation des dépassements par des réserves supplémentaires dont le taux atteignait d'ailleurs assez rapidement des niveaux prohibitifs. L'encadrement du crédit avait, en outre, au fil des inflexions conjoncturelles, gagné en sélectivité ; c'est ainsi qu'avaient été exonérés des réserves supplémentaires (ou soumis à des régimes beaucoup plus favorables que les crédits ordinaires) les prêts bénéficiant de bonifications du Trésor (à l'exception des prêts d'épargne-logement), les concours en devises, l'ensemble des crédits à l'exportation, enfin les crédits finançant des opérations favorisant des économies d'énergie. Enfin, un élément d'assouplissement non négligeable dans l'encadrement du crédit consistait dans la possibilité pour les établissements assujettis, de déduire de l'assiette des crédits soumis aux réserves supplémentaires, l'accroissement net de leurs emprunts obligataires et fonds propres (« net » signifie après déduction des acquisitions d'obligations, immobilisations et participations). Cette disposition montre que l'encadrement du crédit n'était pas une fin en soi, mais était destiné à freiner l'expansion monétaire ; les banques pouvaient donc développer leurs crédits, lorsque ceux-ci ne s'accompagnaient pas d'un développement de même montant de leur passif « monétaire » (dépôts à vue ou à court terme). L'essor du marché obligataire en 1980 et 1981 a permis aux établissements de crédit d'utiliser très largement ces facultés.
Mais si l'introduction de la sélectivité était susceptible de présenter nombre d'avantages, elle accroissait les difficultés de gestion du système. Il fallait en effet prévoir l'évolution des crédits exonérés dont on encourageait l'octroi. Par ailleurs, on introduisait des distorsions à l'intérieur du système bancaire, dont certains éléments se trouvaient favorisés par la situation qu'ils avaient acquise en matière de crédits exonérés. Le système devenait donc d'une complexité croissante tandis que l'évolution de la situation financière le rendait de plus en plus inefficace. C'est ainsi que la mise en place du marché des billets de trésorerie à la fin de 1985, permettant à des entreprises non bancaires de faire du crédit à d'autres entreprises non bancaires (« désintermédiation »), rendait difficile le maintien d'un régime de régulation monétaire basé sur le contrôle quantitatif du crédit bancaire. La perspective de la libération des mouvements de capitaux le rendait par ailleurs inopérant à terme.
En effet, il est apparu, à l'expérience, que le cloisonnement du marché de l'argent entre le compartiment du long terme (marché des obligations), largement ouvert à tous les opérateurs, et celui du court terme (marché monétaire) réservé à un petit nombre d'intervenants, présentait un certain nombre d'inconvénients :
- il n'existait pas d'alternative satisfaisante entre les obligations et les placements à court terme, tant pour les prêteurs que pour les emprunteurs ;
- la gamme des instruments de placement à la disposition des investisseurs et emprunteurs apparaissait insuffisamment diversifiée ;
- le cloisonnement du marché et l'absence d'un produit banalisé constituaient les principaux obstacles à l'adoption d'une politique du crédit basée sur le maniement d'intérêt et à l'abandon de l'encadrement du crédit.

C'est du fait de ces facteurs principaux qu'il a été décidé à l'automne de 1985 de procéder à une série de réformes qui ont vu la création du marché interbancaire et de marchés de titres de créances négociables, composantes d'un vaste marché de capitaux désormais décloisonné. D'autres raisons ont également joué, notamment le souci de moderniser la gestion de la dette publique en permettant au Trésor de diversifier ses émissions de titres et de les ouvrir à tous ainsi que la volonté de faire de Paris une place financière internationale. De fait, une part croissante du financement de l'économie s'effectue par d'autres voies que le crédit bancaire. C'est pourquoi, en novembre 1986, les autorités monétaires ont abandonné toute forme de contrôle quantitatif du crédit en supprimant les réserves obligatoires sur les emplois.
Aux mesures directes rendues inefficaces par le développement des marchés de capitaux se sont alors substitués des instruments plus efficaces dans ce contexte et permettant aux autorités monétaires d'intervenir de manière plus indirecte en réglant le loyer de l'argent sur le marché interbancaire (maniement des taux d'intérêt) et la liquidité des banques (réserves obligatoires).

### Les interventions sur le marché interbancaire
On reconnaît généralement divers avantages aux interventions sur le marché monétaire par rapport à l'escompte. En escomptant, la Banque d'émission est passive ; au contraire, par ses opérations sur le marché monétaire, la Banque peut prendre l'initiative en proposant aux établissements de crédit des emplois pour leurs disponibilités.
Malgré cela, pendant longtemps les interventions sur le marché monétaire n'ont joué en France qu'un faible rôle : le taux d'escompte était alors le taux guide fixant le rendement du loyer de l'argent à vue. Il résultait de cette situation une rigidité qui devenait de plus en plus gênante au fur et à mesure que s'accroissait la convertibilité des monnaies et que les marchés monétaires des divers pays s'interpénétraient. Il était en effet de plus en plus nécessaire de maintenir en permanence le loyer de l'argent à un niveau propre à éviter les mouvements inopportuns de capitaux flottants.
Pour ce motif, les interventions de la Banque de France sur le marché monétaire ont pris de l'ampleur à partir de 1971 et le guichet de l'escompte a été progressivement fermé aux banques pour les refinancements ne bénéficiant pas d'un traitement préférentiel. Il a été jugé que la technique des interventions sur le marché monétaire était plus souple que le recours à l'escompte, moins formaliste et, en définitive, mieux adaptée aux besoins d'une économie moderne :
- La procédure d'intervention : Le niveau de taux souhaité par la Banque de France sur le marché interbancaire est balisé, vers le bas, par le taux des appels d'offres et, vers le haut, par le taux des pensions de cinq à dix jours. Le taux du marché interbancaire au jour le jour fluctue normalement entre ces deux bornes.
- Les appels d'offres : Les opérations sur appels d'offres consistaient en des concours accordés à l'initiative de la Banque de France selon une périodicité variable, sous forme de pensions à terme. Elles constituaient le mode principal d'alimentation des trésoreries des établissements de crédit. La Banque de France recensait, par l'intermédiaire d'un certain nombre d'établissements, les opérateurs principaux du marché, les demandes de monnaie centrale exprimées par les établissements de crédit pour les différents taux qu'ils proposaient. Après recensement des réponses à l'appel d'offres et en fonction des besoins estimés, la Banque de France servait à un taux unique la totalité ou un certain pourcentage exprimé au taux retenu et à des taux supérieurs (méthode d'adjudication dite « à la française », alors qu'avec la méthode dite « à la hollandaise » les ordres sont servis aux taux offerts, en servant d'abord les plus élevés, à concurrence du montant apporté par l'Institut d'émission). Les prêts ainsi accordés à la Place sont matérialisés par la remise de billets globaux de mobilisation émis par les établissements bénéficiaires et représentatifs d'effets — publics ou privés — répondant aux caractéristiques fixées par la Banque de France. Une modification est intervenue en septembre 1990 : les billets globaux de mobilisation ne subsistaient que pour les effets privés ; s'agissant des bons du Trésor, les concours étaient consentis contre livraison, au compte de pension de la Banque de France, d'un montant de bons suffisant pour couvrir la pension.
- Les pensions : Les établissements de crédit pouvaient demander à la Banque de France l'octroi d'un prêt sous forme de pension de 5 à 10 jours, par l'intermédiaire d'un opérateur principal du marché, et à condition de disposer des effets publics ou privés nécessaires à la garantie de l'opération (par émission d'un billet global de mobilisation). La Banque de France se réservait la possibilité de suspendre ses pensions de 5 à 10 jours si les circonstances l'exigeaient, en cas de fortes tensions sur les marchés de change par exemple. Dans ces circonstances, elle pouvait aussi octroyer des pensions à 24 ou 48 heures qui permettaient un réglage plus fin des taux.
- Les autres opérations : Par ailleurs, la Banque de France pouvait effectuer toutes opérations — achats et ventes de titres de créances négociables, prises en pension (prêts à la Place), mises en pension (reprises de liquidités), prêts de titres assortis d'un gage, etc. — qu'elle jugeait utiles sur le marché interbancaire, au taux et dans les conditions habituelles de ce marché.

### Politique de change de la Banque de France
L'obligation imposée au FSC d'intervenir à des cours fixes a, par la suite, perdu son caractère permanent et automatique. Dans le cadre du double marché des changes institué en août 1971, il a cessé ses interventions systématiques sur le compartiment « financier », où étaient négociées les devises nécessaires aux transactions non commerciales ; sur le marché « officiel », où se réglaient les opérations « commerciales », il a dû continuer d'appliquer des cours limites seulement pour les monnaies des pays ayant adhéré à l'accord européen sur le rétrécissement des marges de fluctuation réciproque (« le serpent »). Cette dernière obligation a été levée en janvier 1974 et le régime de double marché des changes a été abandonné en mars 1974. À partir du 9 mai 1975, le Fonds a été de nouveau tenu de défendre une parité fixe du franc dans le cadre des obligations du « serpent » communautaire ; en mars 1976, la devise française flottait de nouveau librement, de manière à éviter que la défense d'un cours déterminé et contesté par la spéculation, alors particulièrement vive, n'aboutisse à un épuisement des réserves de change.
Indépendamment des engagements résultant du SME, le FSC a également pour mission de surveiller le marché libre de l'or. Enfin, il est chargé de financer l'ensemble des opérations de la France avec l'Institut monétaire européen (IME) et le Fonds monétaire international (FMI), y compris les opérations sur « droits de tirage spéciaux » (DTS) créés dans le cadre de cette dernière institution depuis janvier 1970. Il assure ces fonctions à l'aide des avances en francs que lui fournit la Banque de France.
L'article 3 de la loi du 4 août 1993 interdisant à la Banque de France de consentir toute forme de concours à l'État, le Fonds de Stabilisation des Changes ne peut plus bénéficier d'avances de la Banque centrale et ses opérations sont désormais, aux termes de la convention sur les réserves de change, financées par le budget de l'État. Cette convention organise également les modalités de l'apurement progressif — sur dix ans — des sommes avancées par la Banque à l'État. En fait, sous le régime de la loi de 1993, il n'y a plus d'intérêt à faire jouer au Fonds le rôle d'intermédiaire qui était le sien initialement. Par ailleurs, conformément aux dispositions relatives à la mise en place de l'euro le 1er janvier 1999, la politique de change est désormais décidée au niveau européen par le système européen de banques centrales et mis en œuvre par les Banques centrales nationales dans le cadre défini par la Banque centrale européenne.

### Présidence de Georges Pompidou

#### Réforme de 1973: refonte des statuts (loi du 3 janvier 1973)
La loi du 3 janvier 1973 sur la Banque de France vise à clarifier son statut, qui n'avait pas été mis à jour depuis 1936, et qui était éparpillé entre plusieurs dizaines de textes et conventions diverses. Les services bancaires (opérations de caisse, tenue de compte, placement des bons du Trésor, etc.), encore assurés par la Banque de France pour le compte du Trésor, sont désormais rémunérés par l'État. Le 1er janvier 1975, ce privilège s'est étendu aux départements d'outre-mer : les billets de la Banque de France ont été introduits dans ces territoires avec le cours légal et le pouvoir libératoire et ont remplacé progressivement les billets émis auparavant par l'Institut d'Émission des Départements d'Outre-mer. Contrairement à une thèse tenace, la loi n'a pas interdit à la Banque de France de refinancer l’État. La pratique se maintient jusque dans les années 1980, date à laquelle le développement des marchés financiers permet au Trésor de se passer des avances de la Banque de France, dont l'effet était inflationniste. Au contraire, la loi de 1973 augmente le plafond d'avances que la Banque de France peut accorder au Trésor gratuitement, passant de 10,5 milliards à 20,5 milliards.

### Présidence de François Mitterrand

#### Premières relations difficiles
L'élection présidentielle de 1981 voit François Mitterrand accéder à la présidence de la République. Avec Pierre Mauroy, il met en oeuvre un plan de relance (la relance Mauroy), une politique contracyclique à base d'augmentation forte des dépenses publiques. Durant la préparation du projet de relance, la Banque de France alerte le gouvernement sur les conséquences d'une telle politique en matière de creusement des déficits et de la balance courante. En octobre 1981, la Banque de France refuse de financer, par des avances, un déficit de trésorerie ; le Trésor lui demandait alors de faire passer de 10 à 40 milliards de francs sont montant plafond d'avances.

#### Mise en place de l'open market
En tant que ministre de l’Économie et des Finances, Pierre Bérégovoy met en place une politique de réforme des marchés financiers. Sous sa direction, la Banque de France commence à utiliser l'open market, c'est-à-dire à gérer la masse monétaire circulant dans l'économie par le biais de la fixation d'un taux d'intérêt qui influence le marché financier.

#### Propositions d'indépendance
Sous le premier septennat de François Mitterrand, des voix au sein du Rassemblement pour la République s'élèvent pour proposer l'indépendance de la Banque de France. Ainsi, Charles Pasqua propose une loi en avril 1985, inspirée par Renaud de La Genière, qui rende la banque indépendante. Elle affirmait ainsi que « le redressement économique du pays ainsi que la reprise du progrès social supposent que la Banque de France recouvre la disposition de l'ensemble de ses prérogatives naturelles ». Toutefois, lors de la première cohabitation, Édouard Balladur met au placard la réforme des statuts de la banque centrale sa volonté de rendre la Banque de France indépendante du pouvoir politique.

#### Réforme du système des réserves obligatoires en 1990
Le système des réserves obligatoires pratiqué par la Banque de France obligeait l'ensemble des établissements de crédit (banques, banques mutualistes, caisses d'épargne et de prévoyance, caisses de crédit municipal, sociétés financières, Crédit foncier de France, l'ancien Crédit national aujourd'hui intégré dans Natixis, et les sociétés de développement régional) à constituer des avoirs en soldes créditeurs à la Banque centrale à concurrence :
- d'un certain montant de leurs exigibilités, en francs ou en devises ;
- d'une fraction variable de certains de leurs emplois (crédit, crédit-bail, location avec option d'achat, valeurs mobilières autres que les titres de participation, les bons du Trésor et les certificats de dépôt).

Aucune rémunération n'est versée sur ces comptes ; cette disposition est essentielle car elle vise, en tant que de besoin, à faire subir aux banques des charges supplémentaires d'endettement, par l'augmentation du pourcentage assigné, et à contrôler ainsi leur action par le biais de la rentabilité. Dans ces conditions il n'est pas nécessaire que les taux pratiqués soient très élevés ; l'observation a été faite bien souvent que ce sont plus les variations du taux des réserves que leur niveau qui présentent une certaine importance pour la régulation monétaire. Mais il est aussi évident que les modifications du taux des réserves minimums ne sauraient être fréquentes ; elles sont seulement utilisées pour contrôler les fluctuations importantes de la liquidité bancaire qui pourraient être difficilement maîtrisées par de simples interventions sur le marché interbancaire.
Le système des réserves obligatoires a été réformé en 1990 et s'inscrivait dans la ligne des modifications que ce dispositif a connues au cours des années récentes, tout en introduisant des nouveautés destinées à répondre partiellement aux critiques dont il a pu faire l'objet. Elle s'est traduite par :
- une baisse du taux des réserves applicables aux dépôts à terme et aux comptes sur livrets, afin de remédier aux risques de délocalisation des placements vers les pays où le taux des réserves est particulièrement bas ;
- la prise en compte d'une partie des encaisses en billets et monnaies en francs détenues par les établissements assujettis dans le calcul des réserves constituées par ceux-ci, afin de réduire l'inégalité de traitement entre les établissements qui ne reçoivent pas de dépôts du public, peu touchés par la contrainte des réserves, et les grandes banques de dépôt, largement pénalisées par le système.

Cette réforme répondait par ailleurs au souci de limiter au maximum le recours quotidien à des sociétés de transport de fonds, et devait permettre en conséquence un meilleur approvisionnement des distributeurs de billets ; elle présentait cependant l'inconvénient d'altérer la qualité de la circulation fiduciaire et nécessitait donc la mise en place de procédures spécifiques.
Aujourd'hui, l'ensemble de ces procédures et instruments est désormais défini au niveau européen par le Système européen de banques centrales, auquel la Banque de France appartient, et la Banque centrale européenne.

#### Réforme de 1993: l'indépendance (loi du 4 août 1993)
La loi du 4 août 1993 marque un tournant décisif dans l'histoire de la Banque de France. Le souhait de doter l'Institut d'émission d'un statut d'indépendance s'explique par la volonté d'assurer la continuité et la permanence de l'action de la politique monétaire, dégagée des préoccupations de court terme, et de conforter ainsi sa crédibilité. Une condition nécessaire sinon suffisante de cette crédibilité est que la politique monétaire soit conduite sur la base d'un engagement clair et solennel en faveur de la stabilité des prix, quelles que soient les évolutions de la vie politique nationale. Cette conception selon laquelle l'indépendance de la banque centrale est le meilleur mode d'organisation institutionnel possible a d'ailleurs été retenue dans le processus d'union monétaire européenne, dont la mise en œuvre a renforcé la nécessité de la réforme du statut de la Banque de France.
À compter du 1er janvier 1994, la loi no 93-980 du 4 août 1993 relative au statut de la Banque de France interdit à celle-ci dans son article 3 d'autoriser des découverts ou d'accorder tout autre type de crédit au Trésor public ou à tout autre organisme ou entreprise publics, de même que l'acquisition de titres de leur dette. Les services bancaires (opérations de caisse, tenue de compte, placement des bons du Trésor, etc.) encore assurés par la Banque pour le compte du Trésor sont désormais rémunérés par l'État.
Entre autres, cette loi délimite les possibilités d'ouvrir un compte courant à la Banque de France. En sont désormais exclues les personnes physiques à l'exception des agents de la Banque de France (sous conditions) et les personnes déjà titulaires d'un compte à la date de publication de la loi.
Déjà la réforme des statuts de la Banque de France en 1993 avait transféré à la Banque la gestion des réserves de l'État, qui ont été sorties du FSC vers le bilan de la Banque au début de l'année 1994. En ce qui concerne la gestion des relations entre la France et le Fonds monétaire international (FMI), la convention du 31 mars 1999 transfère désormais la comptabilisation des relations avec le FMI dans le bilan de la Banque.
Indépendante du pouvoir politique depuis 1994, la Banque de France a perdu une part de son autonomie lorsque la politique monétaire de la zone euro a été confiée à la Banque centrale européenne (BCE). La Banque de France est membre du système européen de banques centrales et son gouverneur siège au conseil des gouverneurs de la BCE. Le 1er janvier 1994, la loi du 4 août 1993 relative au statut de la Banque de France interdit à celle-ci dans son article 3 d'autoriser des découverts ou d'accorder tout autre type de crédit au Trésor public, à tout autre organisme ou entreprise public, de même que l'acquisition de titres de leur dette.
La loi du 4 août 1993 a réaffirmé le privilège d'émission en disposant que la Banque de France est seule habilitée à émettre des billets qui sont reçus comme monnaie légale sur le territoire de la France métropolitaine.
Avec l'émission des billets en euro, le privilège d'émission des Banques centrales nationales (BCN) a été transmis à la Banque centrale européenne, qui peut cependant déléguer une partie de la gestion de la circulation fiduciaire des billets euro aux BCN. Cet évènement a marqué une page importante de l’histoire des institutions françaises.

### Présidence de Jacques Chirac

#### Intégration au Système européen de Banques centrales (loi du 12 mai 1998)
L'indépendance des banques centrales joue un rôle primordial dans la réussite de l'Union économique et monétaire selon ses promoteurs. Elle est une condition juridique inscrite dans le traité de Maastricht. La loi modifiant le statut de la Banque de France, adoptée par les Assemblées parlementaires le 12 mai 1998, renforce son indépendance déjà assurée par la loi du 4 août 1993. Le nouveau texte adapte le statut de la Banque pour tenir compte de son intégration dans le Système européen de banques centrales.
La Banque de France veille au bon fonctionnement et à la sécurité des systèmes de paiement, dans le cadre de la mission du Système européen de banques centrales relative à la promotion du bon fonctionnement des systèmes de paiement prévue par le traité instituant la Communauté européenne.
Plusieurs dispositions essentielles de la loi du 12 mai 1998 définissent le rôle de la Banque et garantissent son indépendance :
1. la Banque de France fait partie intégrante du Système européen de banques centrales (SEBC), institué par le traité de Maastricht et participe à l'accomplissement des missions et au respect des objectifs qui sont assignés à celui-ci par le Traité (loi du 12 mai 1998, article 1er, alinéa 1).

Le traité de Maastricht stipule : « l'objectif principal du SEBC est de maintenir la stabilité des prix. Sans préjudice de l'objectif de stabilité des prix, le SEBC apporte son soutien aux politiques économiques générales dans la Communauté, en vue de contribuer à la réalisation des objectifs de la Communauté » (article 105 du Traité).
1. les moyens d'assurer cette mission se traduisent par l'interdiction faite au gouverneur et aux membres du Conseil de solliciter ou d'accepter des instructions du gouvernement ou de toute autre personne (loi du 12 mai 1998 article 1er, alinéa 3).

En outre, le Conseil de la politique monétaire délibère dans le respect de l'indépendance de son président, membre du conseil des gouverneurs de la Banque centrale européenne et des règles de confidentialité de celle-ci (loi du 12 mai 1998 article 9, alinéa 4).
Le nouveau statut prévoit ainsi que dans le cadre du SEBC, et sans préjudice de l'objectif principal de stabilité des prix, la Banque de France apporte son soutien à la politique économique générale du Gouvernement.

#### Mise en place de l'Euro
La Banque de France commence à préparer le remplacement du franc français par l'Euro à partir du milieu des années 1990. Il est d'abord introduit sous forme immatérielle (chèques de voyage, transferts électroniques, services bancaires…) le 1er janvier 1999. Le 1er janvier 2002, la monnaie fiduciaire (billets et pièces), imprimée par la Banque de France, est mise en circulation. Il s'agit d'une opération de très grande envergure, comprenant l'estimation et la simulation du volume de la circulation fiduciaire et du rythme d’émission des euros et du retour des francs, le convoi des fonds, la mise en place de capacités de stockage des euros et des francs récupérés auprès des banques, l'adaptation du matériel de comptage et de tri aux nouveaux moyens de paiement… La Banque de France échange ensuite les anciens billets et pièces en francs français pendant environ dix ans, jusqu'au 17 février 2012 où ils sont devenus démonétisés et ne sont plus échangeables.
Cette intégration de la Banque de France dans l'Eurosystème modifie ses missions. La Banque de France ne décide plus de la politique monétaire, mais applique les décisions de l'Eurosystème, au vote desquelles le gouverneur de la banque centrale française prend part. La Banque de France continue toutefois de détenir et gérer les réserves françaises. Elle est seule habilitée à émettre des billets en France.

### Présidence de Nicolas Sarkozy

#### Crise de 2007-2009
Le déclenchement de la crise des subprimes et la contagion européenne qui en résulte (crise financière de 2007-2008) mène à une mobilisation sans précédent des banques centrales européennes. La Banque de France prend une part active à la gestion de la crise en mettant en place pour la Banque Centrale Européenne le principe de l'assouplissement quantitatif (quantitative easing),. Sous le gouverneur Christian Noyer, elle mène des opérations d'assouplissement de grande ampleur.

#### Mise en place de l'Autorité de contrôle prudentiel et de résolution
L'ordonnance 2010-76 du 21 janvier 2010 crée une autorité unique de surveillance du système bancaire, appelée l'Autorité de contrôle prudentiel et de résolution (ACPR). Elle est placée sous l'autorité de la Banque de France, quoiqu'elle soit indépendante. Le gouverneur de la Banque de France est, en même temps, président de l'ACPR.

### Présidence de François Hollande

#### Modernisation et projets des années 2010
Le 25 mai 2011, la Banque de France annonce la création de la Cité de l’économie et de la monnaie, qui ouvre en 2019. Conçue sur un modèle proche de la Cité des Sciences et de l'Industrie et installée dans l'hôtel Gaillard dans le 17e arrondissement de Paris, elle a vocation à sensibiliser le grand public aux notions et mécanismes de l'économie et participe à la mission d'éducation économique et financière de la banque,.
La nomination de François Villeroy de Galhau en 2015 permet la continuation des projets de modernisation et leur multiplication. En février 2016, la Banque de France annonce la mise en chantier d'un nouveau pôle fiduciaire national à La Courneuve, qui regroupera les opérations de tri, de stockage et de recyclage des billets. Ce centre ultra-sécurisé a été inauguré le 13 novembre 2018.

### Présidence d'Emmanuel Macron

#### Suite de la modernisation et des projets des années 2010
La Banque de France poursuit une politique de service public direct aux usagers. En mai 2018, la Banque de France reprend la mission de médiation du crédit entre les entreprises et leurs banques.
Le 23 mai, la Banque de France inaugure les locaux de son « Lab », espace collaboratif où elle travaille avec des start-ups, fintechs, acteurs institutionnels, grandes écoles et universités, dans une perspective d'innovation et de transformation numérique, pour expérimenter des technologies comme l'intelligence artificielle, les objets connectés, la réalité virtuelle et la blockchain. Huit start-ups ont initialement été sélectionnés pour intégrer cet espace.
La politique monétaire expansionniste mise en œuvre depuis la crise des dettes souveraines a pour conséquence d'augmenter nettement les résultats de la Banque de France. Pour l'exercice 2018, le dividende et l’impôt sur les bénéfices des sociétés versés par la Banque de France à l’État français atteignent la somme record de 5,6 milliards d’euros et augmentent encore l’année suivante pour atteindre 6,1 milliards d’euros.
La gouvernance de la Banque de France, relativement aux risques psycho-sociaux, est mise en cause par un rapport d'experts en avril 2024.

#### Crise de la Covid-19
À l’occasion de la pandémie de Covid-19 et de la crise économique qui en découle, l’Eurosystème décide la fourniture de 3 000 milliards d’euros de liquidités aux banques, afin qu’elles puissent aider à leur tour les ménages et les entreprises, notamment face à leurs besoins urgents de trésorerie. En plus de sa participation à l’Eurosystème, la Banque de France gère la médiation du crédit, fortement mise à contribution à l’occasion de la crise, et qui vient en aide aux entreprises qui rencontrent des difficultés avec les établissements financiers.
Concernant le traitement du surendettement, les agences de la Banque de France n’accueillent plus de public à leurs guichets mais les dossiers continuent à être traités.

#### Nouveaux domaines
La Banque de France s'investit dans de nouveaux domaines relatifs à la politique monétaire. Elle gère, pour l'Eurosystème, le projet d'euro numérique. En mars 2021, la Banque de France dévoile la création d’un centre du changement climatique pour mieux coordonner ses actions en faveur de l’environnement.

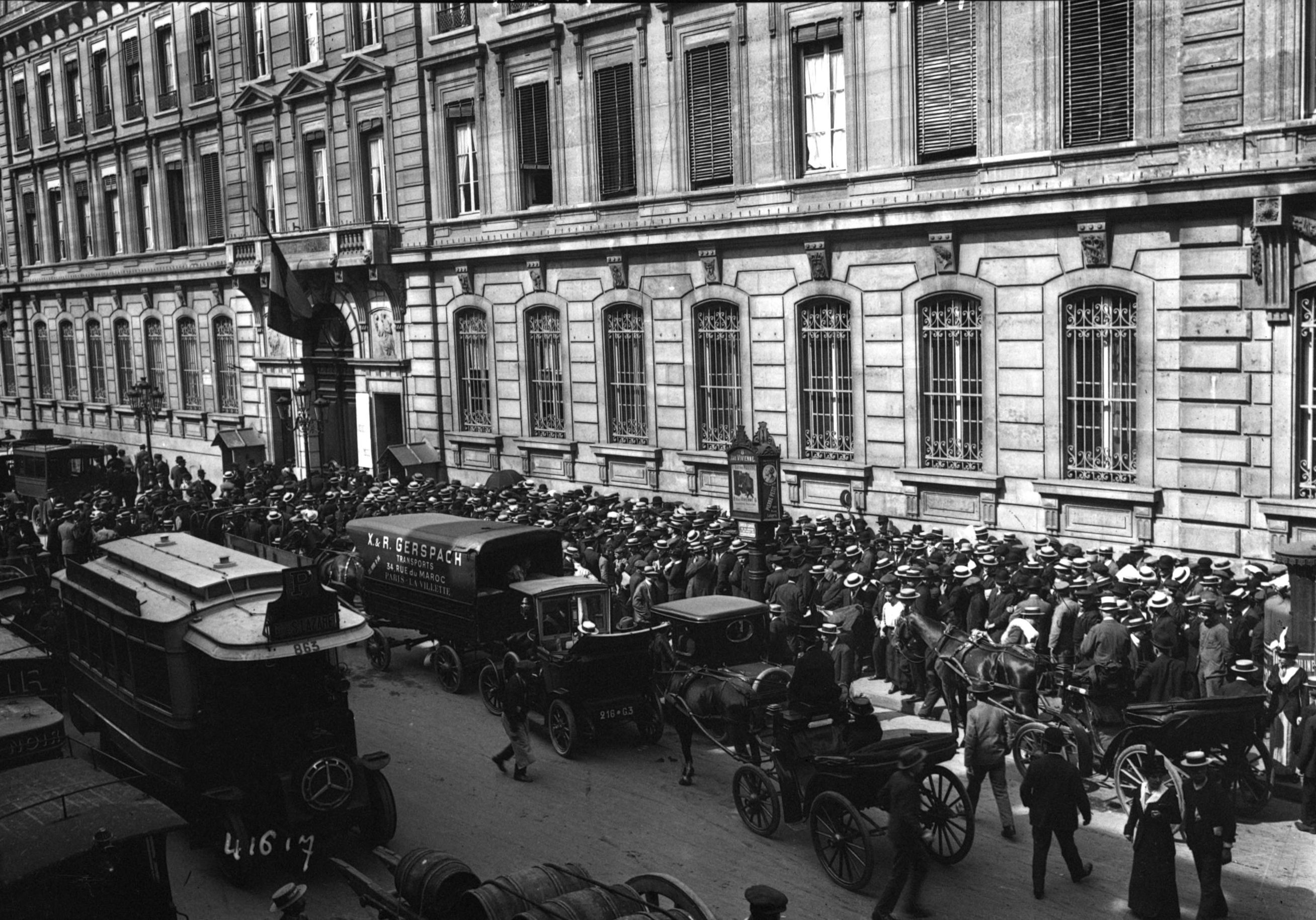
La foule devant la Banque de France lors de la crise monétaire de juillet 1914.